# Universitätskliniken Salzburg

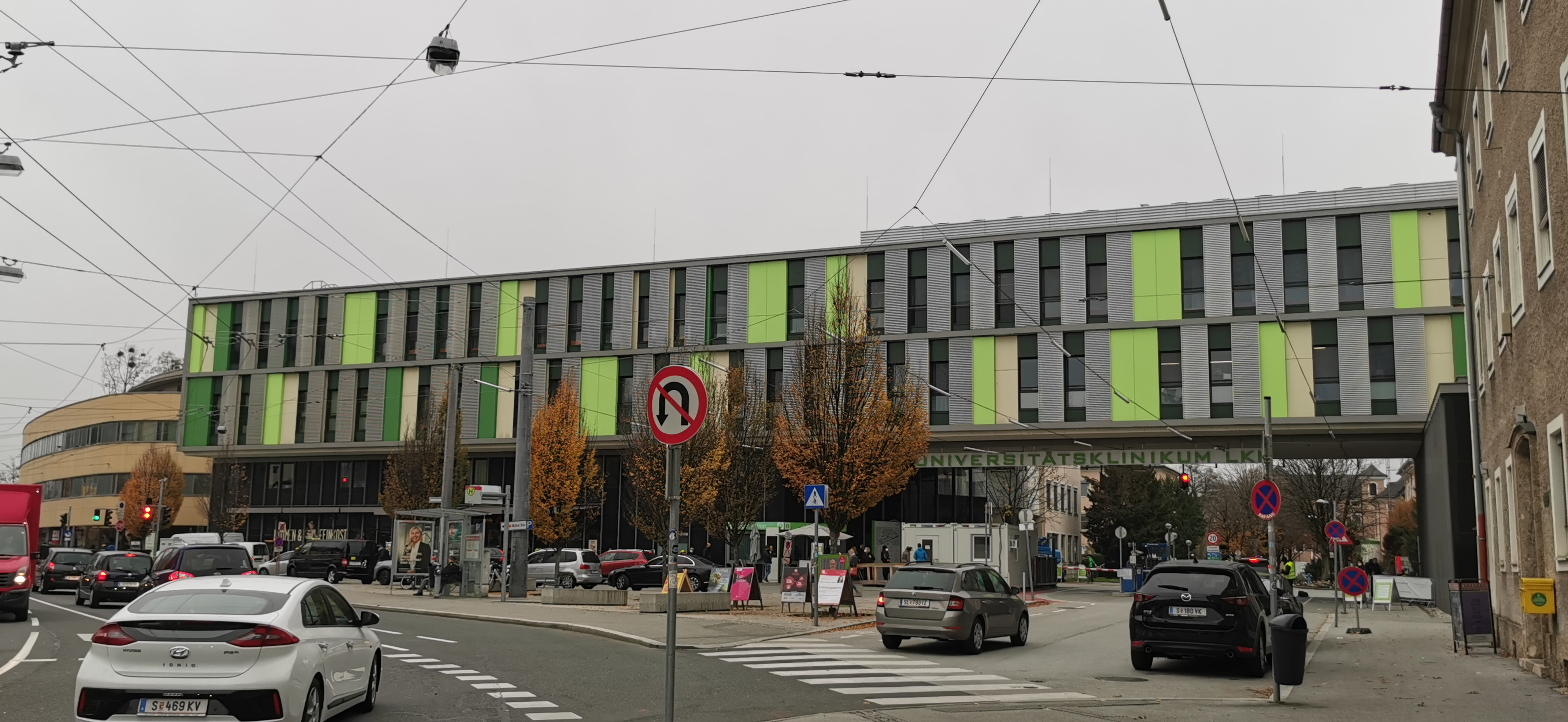
Landeskrankenhaus Salzburg – Hauptportal

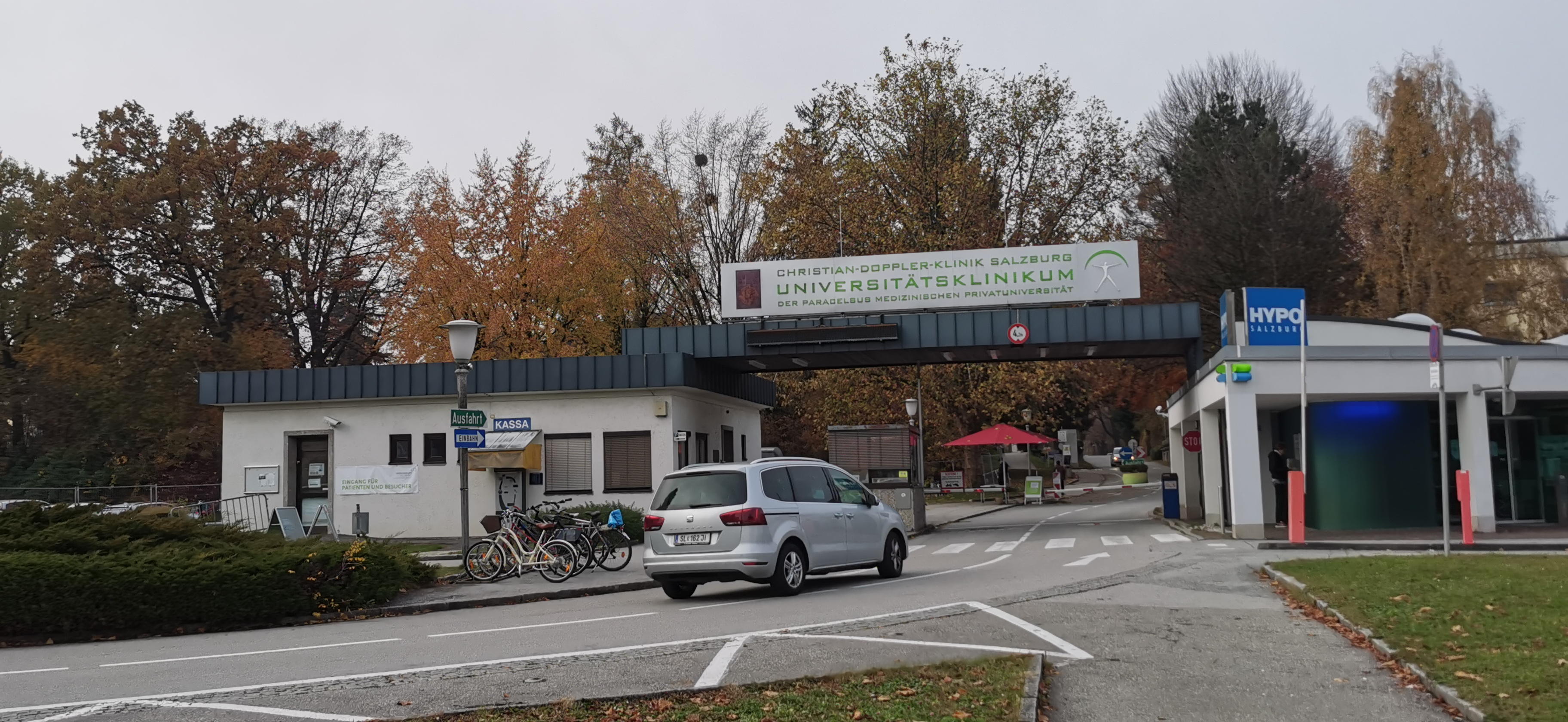
Christian-Doppler-Klinik – Hauptportal

Die Universitätskliniken Salzburg umfassen zwei Standorte in der Stadt Salzburg:
- das Landeskrankenhaus Salzburg – Universitätsklinikum der Paracelsus Medizinischen Privatuniversität, auch St.-Johanns-Spital genannt, liegt nördlich der Innenstadt im Stadtteil Mülln
- die Christian-Doppler-Klinik Salzburg – Universitätsklinikum der Paracelsus Medizinischen  Privatuniversität liegt etwa eineinhalb Kilometer weiter nordwestlich in Liefering unweit der Grenze zum Stadtteil Lehen

Beide Krankenhäuser sind im Besitz des Bundeslandes Salzburg, werden durch die SALK (Gemeinnützige Salzburger Landeskliniken Betriebsgesellschaft mbH) verwaltet und sind hinsichtlich Lehre und Forschung der 2003 gegründeten Paracelsus Medizinische Privatuniversität (PMU) angeschlossen. Die Universitätskliniken vereinigen in ihren Gebäuden Krankenversorgung, Forschung und Lehre. Mit ungefähr 5400 Mitarbeitern sind sie der größte Arbeitgeber in der Region. Derzeit liegt die Zahl der Planbetten bei 1725, mehr als zwei Drittel davon am Standort Mülln.
Pro Jahr werden in den beiden Standorten über 80.000 Patienten stationär aufgenommen. Das Versorgungsgebiet reicht dabei weit ins benachbarte Bayern sowie in die Steiermark und nach Oberösterreich hinein und umfasst über 650.000 Einwohner. In den Kliniken werden jährlich mehr als 300.000 Ambulanzfälle behandelt.
Zusammen mit der PMU wurden an einzelnen Abteilungen Forschungsschwerpunkte eingerichtet oder werden neu etabliert.

## Landeskrankenhaus/St.-Johanns-Spital

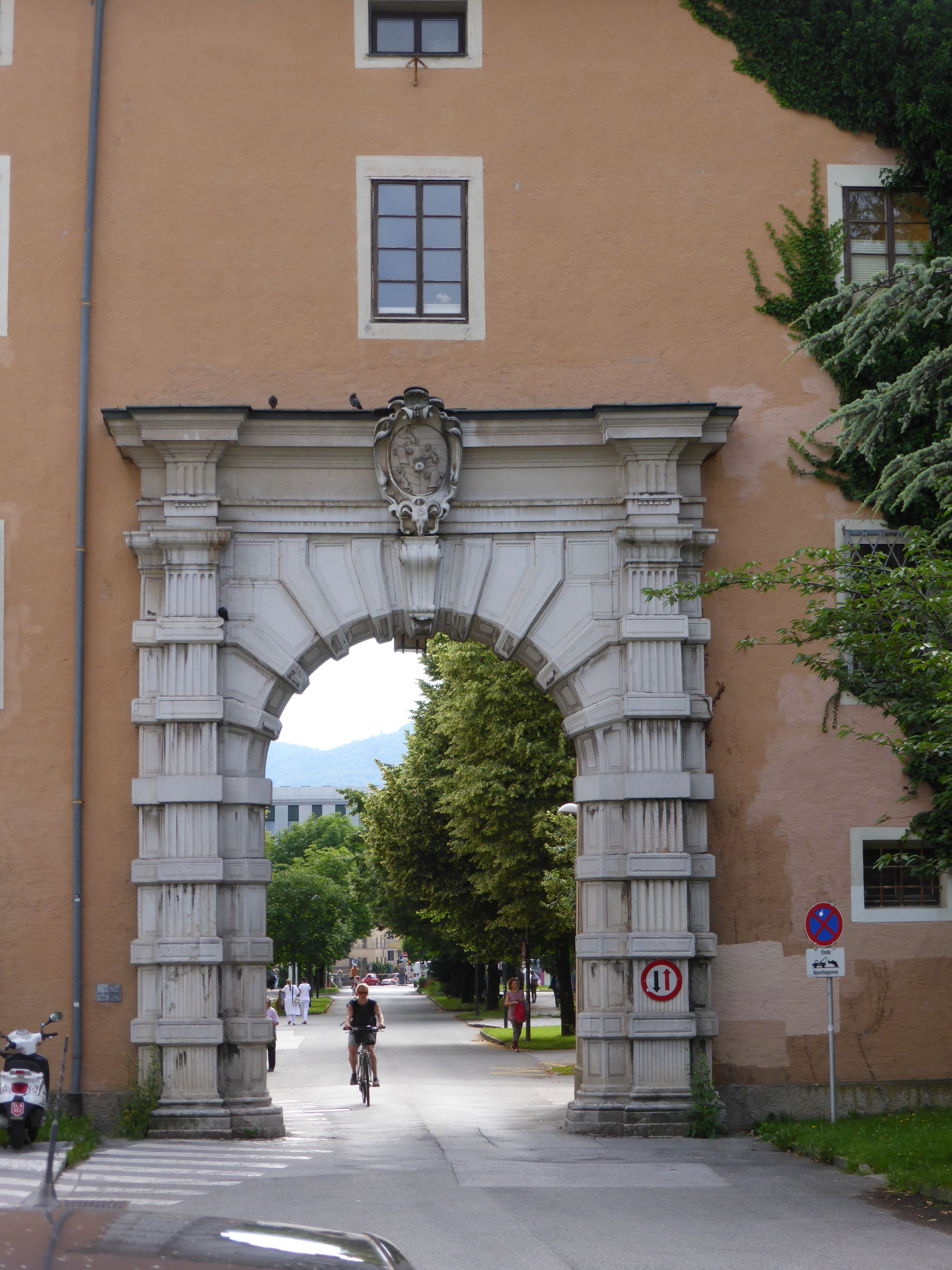
Aus Richtung Wasserburg kommend: Entrée in die Stadt (1606)

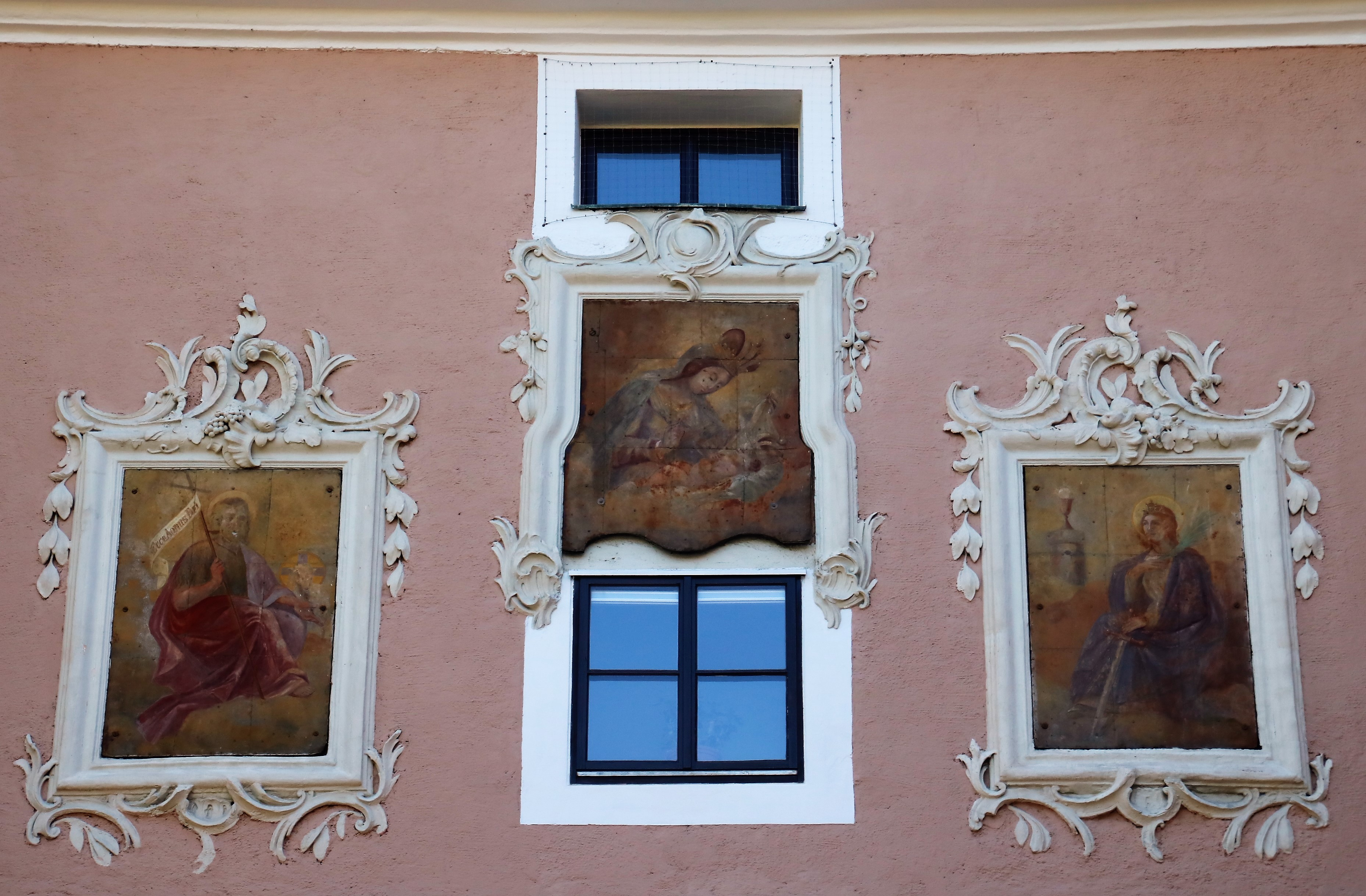
Mühlegger Tor – Salzburger Seite

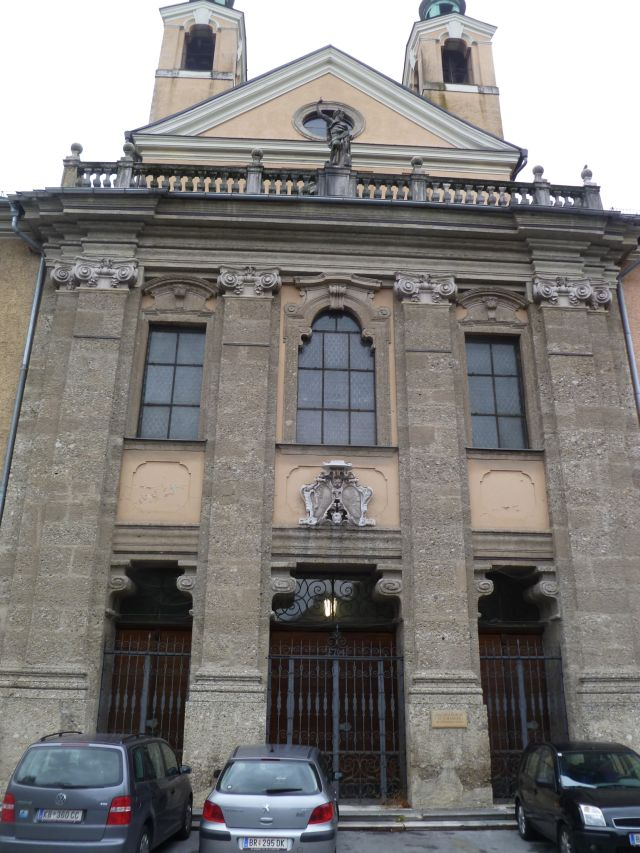
St. Johanns Kirche

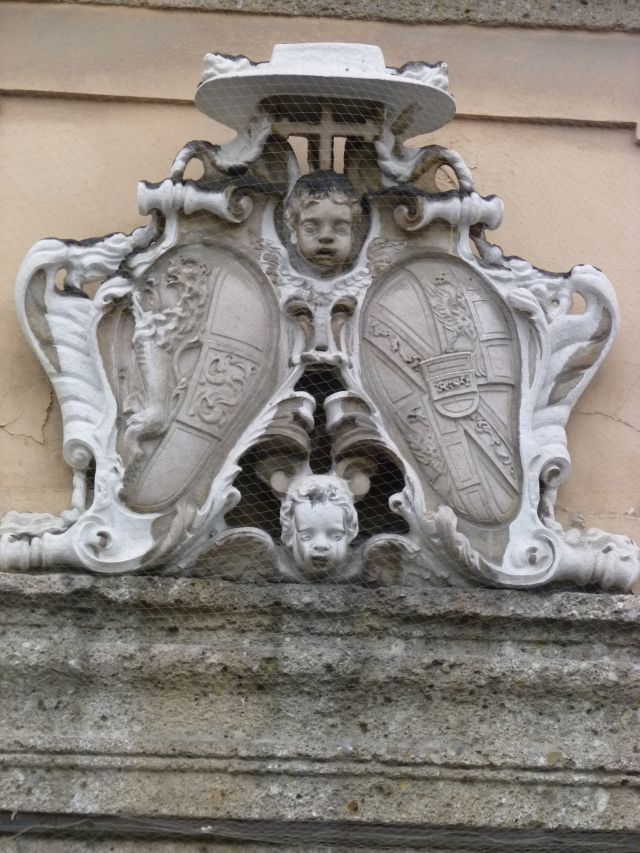
Allianzwappen Johann Ernst von Thun

### Geschichte des St. Johanns Spitals

#### Entwicklung des Hospitals
Wolf Dietrich von Raitenau ließ 1606 das Müllegger Tor als eines der drei auf Wirkung abzielende Entrées in die Stadt errichten. Im Weiteren bildete die 1704 geschaffene, daran anschließende Prunkfassade des Hospitals für ankommende Reisende ein gewollt beeindruckendes Ensemble. Die barocke Spitalsanlage mit der mittigen Johannsspitalkirche wurde auf den Fundamenten des Schlosses Müllegg von Fischer von Erlach errichtet. Auftraggeber war Erzbischof Johann Ernst von Thun und Hohenstein, der die Anlage am 24. Juni 1704 einweihte. Den Spitalsbau, bestehend aus Männertrakt und Frauentrakt für etwa 20 bis 30 Kranke, und den Kirchenbau finanzierte der Erzbischof mit seinen privaten Mitteln; zudem richtete er einen Stiftungsfonds mit 10.000 Gulden ein und spendete bis zu seinem Lebensende jährlich 1000 Gulden für die Bezahlung der Krankenwärter. Das Hospital diente der Unterbringung von Pilgern, Armen und Kranken. Der letzte Pilger wurde 1791 aufgenommen. Die medizinische Versorgung der Kranken oblag vorwiegend dem jeweiligen Leib- und Hofmedicus des Fürsterzbischofes. 1796 erfolgte auf Betreiben des damaligen Leibarztes des Erzbischofs Hartenkeil die Trennung von Allgemeinmedizin und Chirurgie. Von 1891 bis 1899 wurde das erste Kinderspital und von 1897 bis 1899 die „Geburtshilfliche und Frauenabteilung“ errichtet.

#### Geschichte des Spitals
In der ersten Hälfte des 20. Jahrhunderts wirkte am St. Johanns Spital unter anderem der Chirurg Ernst von Karajan (1868–1951) als Oberarzt, der sich auf die Behandlung von Erkrankungen der Schilddrüse (Struma) spezialisiert hatte. Er wurde später Leiter des öffentlichen Gesundheitswesens der salzburgischen Landesregierung, seine Söhne waren Wolfgang und Herbert von Karajan.

#### Krankenhausapotheke
1754 wurde eine Apotheke durch Fürsterzbischof Sigismund Graf Schrattenbach eingerichtet, die Heilkräuter und andere Substanzen auch an die allgemeine Bevölkerung verkaufte. Das war eine große Innovation, denn bis dahin hatten fast nur Adelige und Klöster über Apotheken verfügt. Die Einnahmen aus dem „Publikumsverkauf“ sollten, so wurde es im Stiftungsbrief vom 27. Juli 1753 festgelegt, die Medikamentenversorgung des St.-Johanns-Spitals stützen. Für die neue Apotheke stiftete der Erzbischof anfangs persönlich 2000 Gulden; dies reichte aber lediglich zur Beschaffung des Warenlagers, während allein die Einrichtung mehr als 5600 Gulden kostete. Ab dem Jahr 1756 schoss der Landesfürst bis zum Ende seiner Regierungszeit der Spitalsapotheke jährlich den Betrag von 3000 Gulden zu.

### Gegenwart
Folgende Abteilungen befinden sich heute am Standort Mülln:
- Universitätsklinik für Augenheilkunde und Optometrie
- Universitätsklinik für Urologie
- Universitätsklinik für Kinder- und Jugendheilkunde
- Universitätsklinik für Hals-Nasen-Ohren Krankheiten
- Universitätsklinik für Kinderchirurgie
- Universitätsklinik für Frauenheilkunde und Geburtshilfe
- Universitätsklinik für Spezielle Gynäkologie – Brustzentrum Salzburg
- Universitätsklinik für Orthopädie
- Universitätsklinik für Mund-, Kiefer- und Gesichtschirurgie
- Universitätsklinik für Innere Medizin I
- Universitätsklinik für Innere Medizin II
- Universitätsklinik für Innere Medizin III
- Universitätsklinik für Gefäßchirurgie
- Universitätsklinik für Herzchirurgie
- Universitätsklinik für Radiotherapie und Radio-Onkologie
- Universitätsklinik für Nuklearmedizin und Endokrinologie
- Universitätsklinik für Dermatologie
- Universitätsklinik für Lungenkrankheiten
- Universitätsklinik für Chirurgie
- Universitätsklinik für Unfallchirurgie und Sporttraumatologie
- Universitätsklinik für Blutgruppenserologie und Transfusionsmedizin
- Universitätsklinik für Physikalische Medizin und Rehabilitation
- Universitätsklinik für Anästhesiologie, perioperative Medizin und Intensivmedizin

Daneben befinden sich noch das Institut für Radiologie, das Institut für Medizinisch-chemische Labordiagnostik, sowie das Pathologische Institut im Landeskrankenhaus. Auch das Hauptgebäude der PMU mit den Instituten für Anatomie, Physiologie und dem Institut für Pharmakologie befindet sich in unmittelbarer Nähe des Spitals.
In Zusammenarbeit mit der Fachhochschule Salzburg, mit der seit 2005 eine Kooperationsvereinbarung besteht, werden die Studiengänge Ergotherapie, Biomedizinische Analytik, Orthoptik, Radiologietechnologie, Physiotherapie, Hebammen und Gesundheits- und Krankenpflege angeboten.

## Christian-Doppler-Klinik

Historische Ansicht der „Salzburger Landes-Heilanstalt für Geisteskranke“ von Franz Kulstrunk, 1902

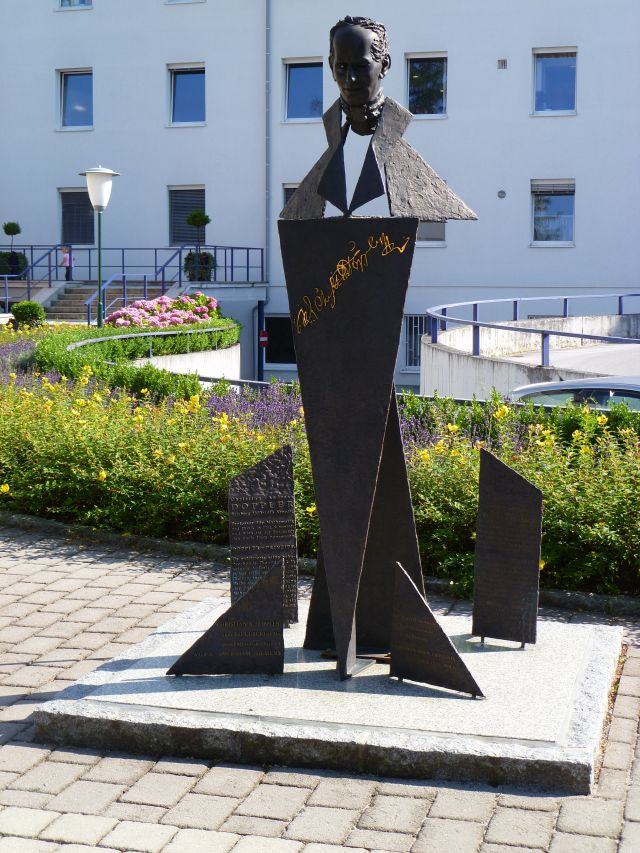
Christian-Doppler-Denkmal von Lotte Ranft

### Behandlungsschwerpunkte
In der Christian-Doppler-Klinik werden Menschen mit neurologischen, neurochirurgischen und psychiatrischen Erkrankungen medizinisch versorgt. Die CDK ist in folgende Abteilungen gegliedert:

#### Universitätsklinik für Psychiatrie und Psychotherapie und Psychosomatik
Eigenen Angaben zufolge sind die am meisten behandelten Krankheiten an der Universitätsklinik für Psychiatrie und Psychotherapie und Psychosomatik affektive Störungen (Manie, Depression, bipolare affektive Störungen), Schizophrenie, Persönlichkeitsstörungen, Demenz, Angst- und Zwangsstörungen, Belastungsreaktionen, bzw. Anpassungsstörungen, Psychosomatische Störungen und Abhängigkeitserkrankungen.
Neben psychopharmakologischer und psychotherapeutischer Behandlung kommen in Einzel- oder Gruppentherapien Verfahren wie z. B. Ergotherapie, Musiktherapie, Sport- und Bewegungstherapie, Kognitives Training, Entspannungsübungen zur Anwendung. Die Behandlung kann ambulant, stationär oder tagesklinisch erfolgen.
Im Bereich Stationäre Psychotherapie wird Betroffenen von stressbedingten und traumaassoziierten Erkrankungen über einen längeren Zeitraum hinweg (meist 12 Wochen) eine tagesklinische oder stationäre Behandlung geboten.
An der Station für Krisenintervention und Suizidprävention werden Erwachsene im tagesklinischen oder stationären Setting betreut, wenn diese aufgrund des Schweregrades oder der Umstände ihres Krisenzustandes ambulant nicht ausreichend versorgt werden können.
Die Klinische Psychologie umfasst das klinisch-psychologische Angebot für Erkrankte, die im Verband der Salzburger Landeskliniken behandelt werden (also auch außerhalb der CDK).

#### Universitätsklinik für Kinder- und Jugendpsychiatrie
Das Angebot richtet sich an Kinder und Jugendliche bis zur Vollendung des 18. Lebensjahres. Geholfen wird ihnen und ihren engsten Bezugspersonen unter anderem in Krisensituationen, bei familiären und schulbezogenen Verhaltensstörungen, bei Essstörungen, bei posttraumatischen Belastungsstörungen.

#### Universitätsklinik für Geriatrie
In der Universitätsklinik für Geriatrie werden Menschen mit altersbedingten Erkrankungen versorgt. Angebotene Therapieformen sind etwa Logopädie, Physio- und Ergotherapie sowie Massagen.

#### Universitätsklinik für Neurochirurgie
Am Universitätsklinikum für Neurochirurgie werden unter anderem Turmore oder akute Verletzungen des Gehirns, nicht unfallbedingte Blutungen oder Gefäßerkrankungen des Gehirns behandelt. Neben den Neurochirurgischen Ambulanzen im Rahmen der Zentralambulanz gibt es Spezialambulanzen für Wirbelsäulenerkrankungen, Gefäßerkrankungen, Hydrocephalus und Shuntchirurgie und Tumorerkrankungen.

#### Universitätsklinik für Neuroradiologie
Mittels bildgebenden Untersuchungsverfahren wie etwa Röntgenaufnahmen, Computertomographie (CT), oder Magnetresonanztomographie (MRT) werden Erkrankungen (Schwerpunkt: Gehirn- und Wirbelsäulenerkrankungen) diagnostiziert und mittels minimal-invasiver Therapie behandelt.

#### Universitätsklinik für Neurologie, neurologische Intensivmedizin und Neurorehabilitation
Das Angebot richtet sich an Patientinnen und Patienten mit cerebrovaskulären Erkrankungen, Epilepsien, neuroimmunologische Erkrankungen (wie z. B. Multiplen Sklerose), degenerative Hirnerkrankungen und neuroonkologische Erkrankungen. Die Universitätsklinik ist auf die akute und frühe Schlaganfalltherapie spezialisiert ung verfügt über eine Stroke Unit.

#### Zentrallabor der CDK
Das Zentrallabor übernimmt die Aufgaben der labormedizinischen Diagnostik der CDK.

#### Ernährungsmedizinische Beratung CDK
Die Diätologie eine eigenständige Abteilung. Sie ist interdisziplinär mit allen Stationen der CDK vernetzt.

#### Sonderauftrag für Neuroanästhesie
Über den Sonderauftrag für Neuroanästhesie wird die anästhesiologische Versorgung der CDK sichergestellt.
Außerdem befindet sich auf dem Gelände eine Krankenpflegeschule für Psychiatrische Gesundheits- und Krankenpflege sowie Pflegehilfe.

### Historische Entwicklung

#### Entstehung
Als Geburtsjahr für die stationäre Unterbringung psychisch Erkrankter im Land Salzburg kann das Jahr 1778 angesehen werden, in dem ein sogenannter „Irrenfonds“ eingerichtet wurde. Über das im Bruderhof in der Linzergasse eingerichtete Salzburger „Narrenhaus“ gibt es schon um 1801 erschütternde Berichte. Die Insassen mussten in feuchten „Kodern“ (Käfigen) vegetieren. Versuche, die Lage der Kranken zu verbessern, gab es wohl (z. B. durch den Irrenarzt Franz Valentin Zillner), ohne dass sich aber deren Lage durchgehend besserte.

#### Errichtung der Nervenheilanstalt
1898 wurde die „Salzburger Heilanstalt für Gemüts- und Nervenkranke“ zum 50. Regierungsjubiläum von Kaiser Franz Josef eröffnet. Sie wurde in Pavillonbauweise errichtet und galt damals als fortschrittlichste Nervenheilanstalt Österreich-Ungarns, da sie keine vollkommen geschlossene Anstalt war, sondern sich zumindest ein Teil der Patienten in der anstaltseigenen Landwirtschaft frei bewegen konnte.

#### Zeit des Nationalsozialismus
In der Zeit des Nationalsozialismus kam es im Rahmen der T4-Aktion unter dem Direktor Leo Wolfer und dessen Sohn Heinrich Wolfer auch in Salzburg zum Abtransport von 262 psychisch Kranken in die nationalsozialistische Tötungsanstalt Hartheim, wo diese mit Kohlenmonoxyd ermordet wurden.
Eine Patientengruppe in dieser Zeit waren auch Dutzende ausländische Zivilarbeiter, von denen einige von der Anstalt aus in Konzentrationslager verschleppt wurden, andere fielen möglicherweise den „Euthanasie“-Morden zum Opfer.

#### Nachkriegszeit
Nach dem Krieg wurden vom Linzer Volksgericht Ermittlungen gegen „Dr. Heinrich Wolfer und Genossen“ eingeleitet, die aber 1991 ohne Urteil abgeschlossen wurden. Auch die weitere Aufarbeitung der Geschehnisse blieb schwierig: Von besonderer Insensibilität zeugte 2007 die Pflanzung einer Eiche und die Errichtung einer Ehrentafel zum 90. Geburtstag für den ehemaligen SS-Arzt Gerhart Harrer. Beides wurde zwischenzeitlich entfernt. Später sprach sich Primararzt Hans Erich Diemath vehement gegen die Errichtung eines Denkmals für die ermordeten psychiatrischen Patienten auf dem Gelände der Klinik aus, da dies „zwangsläufig zu einer Verunsicherung und zu einer Erschütterung unserer Patienten“ führen würde.
Nach langen Querelen wurde am 1. November 1989 von Landeshauptmann Hans Katschthaler eine Gedenktafel an der Außenmauer der Anstaltskirche enthüllt. Zudem wurde im Kurpark in der Nähe des Schlosses Mirabell ein (für den Laien schwer zu interpretierendes) Euthanasiemahnmal nach einem Entwurf des Linzer Kunststudenten Otto Saxinger errichtet und 1991 von Vizebürgermeister Herbert Fartacek enthüllt.
Gegen den ursprünglich vom Salzburger Kultur-Beirat beschlossenen Text formulierte Primar Diemath wiederum heftige Bedenken. Der Entwurfstext lautete:

„Im Gedenken an die 262 Opfer der Euthanasie-Aktion 1940/41 und uns zum Bedenken, daß es vor Gott kein lebensunwertes Leben gibt … Aus dem Protestschreiben der Ordensschwester Anna Bertha Königsegg von 23. August 1940“

Schließlich einigte man sich auf den Text: Zum Gedenken an die über 250 Opfer der nationalsozialistischen Euthanasieaktion in Salzburg 1941. Bei der Gelegenheit der Denkmalenthüllung des Euthanasiedenkmals fand der Primar der Psychiatrischen Abteilung, Rainer Danzinger, deutliche Worte über die Opfer und die Täter während der Zeit des Nationalsozialismus.

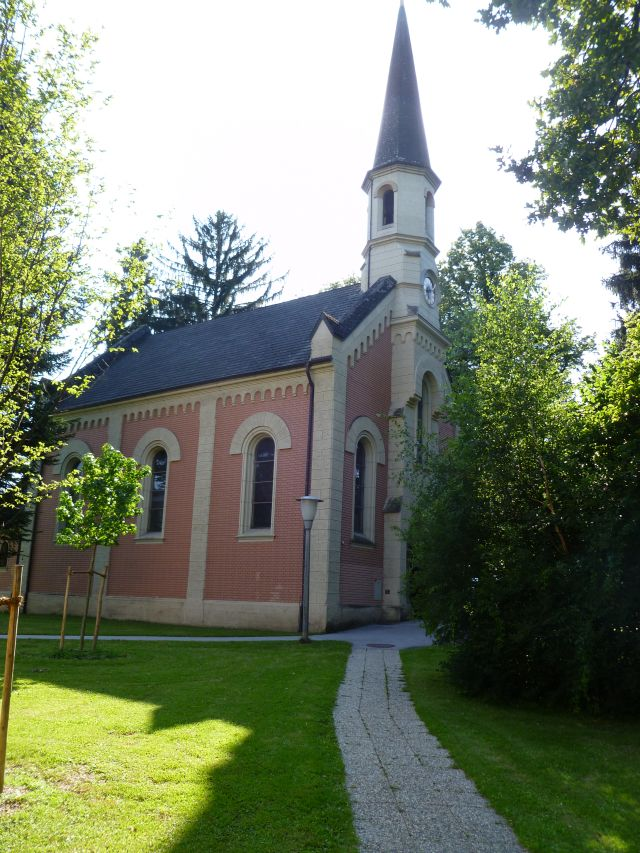
Anstaltskirche in der Christian-Doppler Klinik
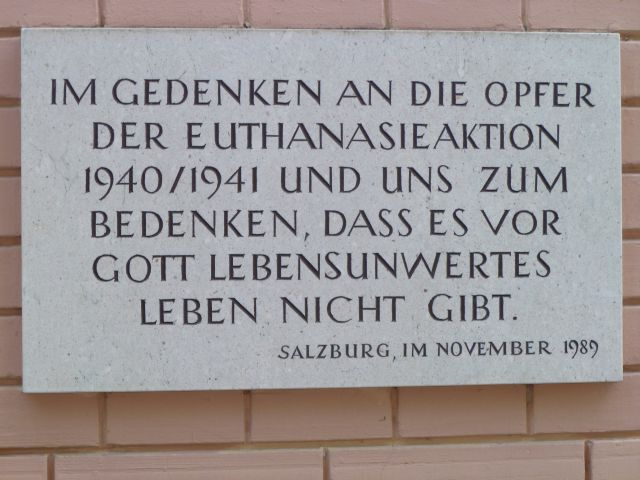
Gedenktafel an der Anstaltskirche der Christian-Doppler Klinik
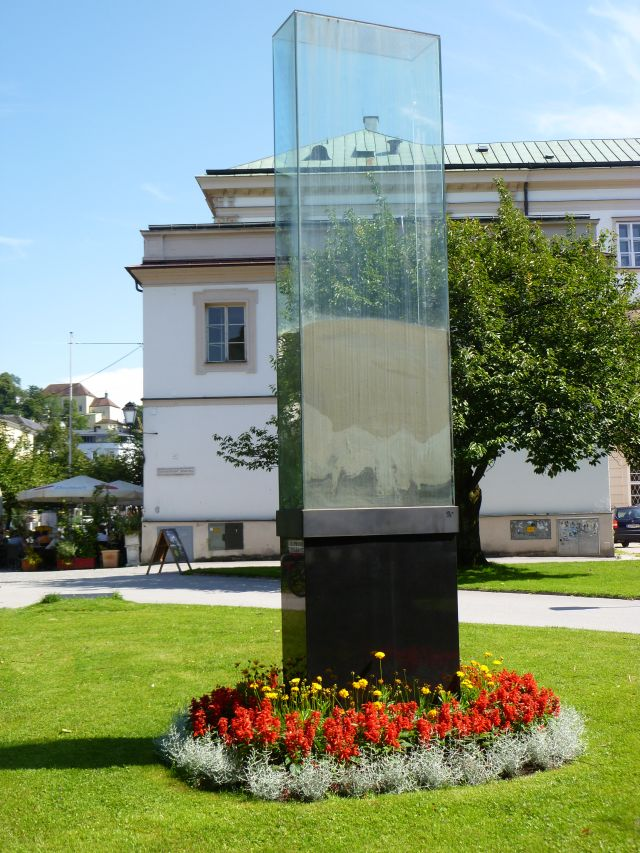
Euthanasiedenkmal Schloss Mirabell
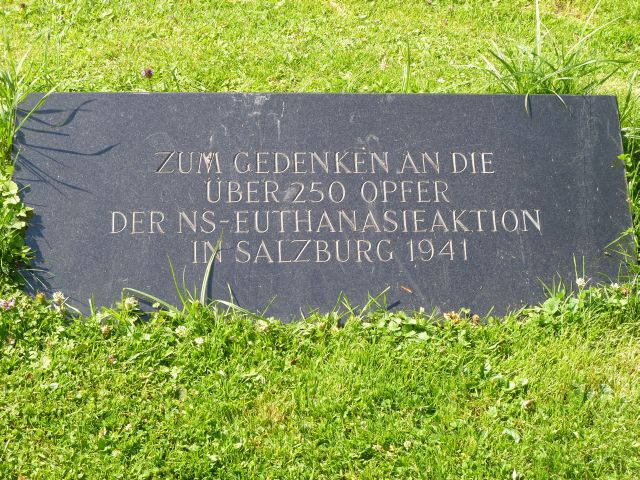
Text für das Euthanasiedenkmal beim Schloss Mirabell

#### Namensgebung
1997 wurde die Klinik nach dem in Salzburg geborenen Mathematiker und Physiker Christian Doppler benannt.